# Matías Silvestre
Matías Agustín Silvestre (Mercedes, Provincia de Buenos Aires, 25 de septiembre de 1984) es un exfutbolista argentino. Jugaba en la posición de defensa y su último equipo fue Virtus Entella de la Serie C de Italia .
Comenzó su carrera profesional en C. A. Boca Juniors, donde ganó 10 títulos.

## Clubes
| Club                 | País      | Año       | Partidos | Goles |
| -------------------- | --------- | --------- | -------- | ----- |
| C. A. Boca Juniors   | Argentina | 2003-2008 | 89       | 7     |
| Catania Calcio       | Italia    | 2008-2011 | 126      | 13    |
| U. S. Palermo        | Italia    | 2011-2013 | 39       | 6     |
| Inter de Milán       | Italia    | 2013-2014 | 20       | 6     |
| A. C. Milan (cedido) | Italia    | 2014-2015 | 10       | 2     |
| Inter de Milán       | Italia    | 2015-2016 | 30       | 6     |
| U. C. Sampdoria      | Italia    | 2016-2018 | 70       | 6     |
| Empoli F. C.         | Italia    | 2018-2019 | 35       | 8     |
| A. S. Livorno Calcio | Italia    | 2019-2020 | 11       | 7     |
|                      |           |           |          |       |
|                      |           |           |          |       |

## Palmarés

### Campeonatos nacionales
| Título           | Club               | País      | Año    |
| ---------------- | ------------------ | --------- | ------ |
| Primera División | C. A. Boca Juniors | Argentina | A-2003 |
| Primera División | C. A. Boca Juniors | Argentina | A-2005 |
| Primera División | C. A. Boca Juniors | Argentina | C-2006 |

### Campeonatos internacionales
| Título            | Club               | Sede         | Año  |
| ----------------- | ------------------ | ------------ | ---- |
| Copa Sudamericana | C. A. Boca Juniors | Buenos Aires | 2005 |
| Copa Libertadores | C. A. Boca Juniors | Porto Alegre | 2007 |